# Chenu
Pour les articles homonymes, voir Chenu (homonymie).
Chenu est une commune française, située dans le département de la Sarthe en région Pays de la Loire, peuplée de 436 habitants.
La commune fait partie de la province historique de l'Anjou, et se situe dans le Baugeois.

## Géographie

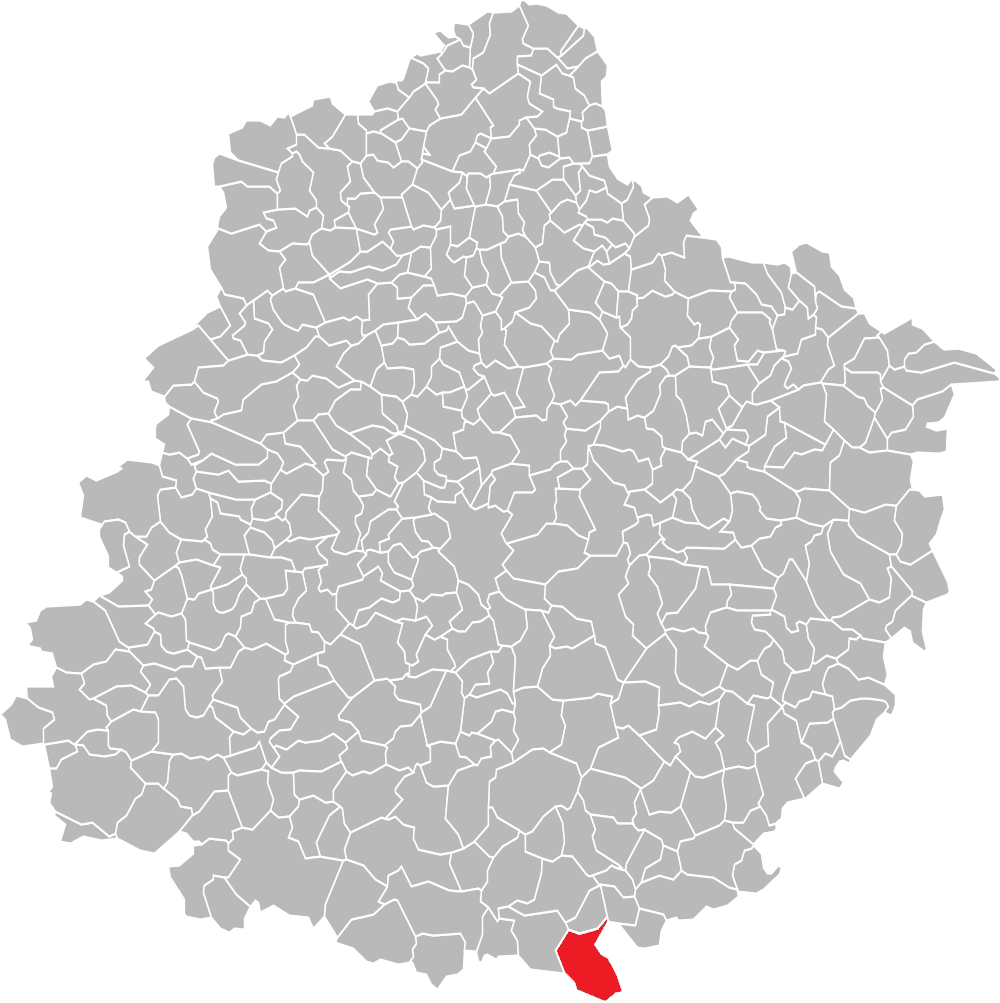
Situation de la commune de Chenu dans le département de la Sarthe.

### Localisation
Chenu, commune du sud du département de la Sarthe, est située au cœur du Maine angevin.
Le village se trouve, en distances orthodromiques, à 43,8 km au sud du Mans, la préfecture du département, à 35,7 km au nord-ouest de Tours et à 11 km au sud-ouest de Château-du-Loir, la ville la plus proche. 

### Communes lumitrophes
Les communes limitrophes sont La Bruère-sur-Loir, Saint-Germain-d'Arcé, Nogent-sur-Loir, ainsi que Villiers-au-Bouin, Couesmes, Saint-Aubin-le-Dépeint, Brèches et Saint-Paterne-Racan, toutes les cinq situées en Indre-et-Loire.

### Géologie et relief
La superficie de la commune est de 3 056 hectares. L'altitude varie entre 47 et 133 mètres. Le point le plus haut se situe au sud de la commune, dans la forêt de Boiserard, tandis que le point le plus bas se situe au nord, sur la rivière la Fare, à la limite communale avec Saint-Germain-d'Arcé.

### Hydrographie
Le principal cours d'eau de Chenu est la Fare, qui borde la commune à l'ouest. Son affluent, le ruisseau l'Ardillière, borde la commune au sud.
La commune est aussi traversée par le Chef de Ville, affluent de la Fare. Il alimente le lavoir ainsi que les douves du château du Paty.

### Climat
Pour des articles plus généraux, voir Climat des Pays de la Loire et Climat de la Sarthe.
En 2010, le climat de la commune est de type climat océanique dégradé des plaines du Centre et du Nord, selon une étude du CNRS s'appuyant sur une série de données couvrant la période 1971-2000. En 2020, Météo-France publie une typologie des climats de la France métropolitaine dans laquelle la commune est dans une zone de transition entre le climat océanique et le climat océanique altéré et est dans la région climatique Moyenne vallée de la Loire, caractérisée par une bonne insolation (1 850 h/an) et un été peu pluvieux.
Pour la période 1971-2000, la température annuelle moyenne est de 11,2 °C, avec une amplitude thermique annuelle de 14,7 °C. Le cumul annuel moyen de précipitations est de 730 mm, avec 11,2 jours de précipitations en janvier et 6,8 jours en juillet. Pour la période 1991-2020, la température moyenne annuelle observée sur la station météorologique de Météo-France la plus proche, sur la commune de Saint-Christophe-sur-le-Nais à 10 km à vol d'oiseau, est de 12,1 °C et le cumul annuel moyen de précipitations est de 682,2 mm,. Pour l'avenir, les paramètres climatiques de la commune estimés pour 2050 selon différents scénarios d'émission de gaz à effet de serre sont consultables sur un site dédié publié par Météo-France en novembre 2022.

## Urbanisme

### Typologie
Au 1er janvier 2024, Chenu est catégorisée commune rurale à habitat très dispersé, selon la nouvelle grille communale de densité à sept niveaux définie par l'Insee en 2022.
Elle est située hors unité urbaine et hors attraction des villes,.

### Occupation des sols
L'occupation des sols de la commune, telle qu'elle ressort de la base de données européenne d’occupation biophysique des sols Corine Land Cover (CLC), est marquée par l'importance des territoires agricoles (78,9 % en 2018), en augmentation par rapport à 1990 (77,7 %). La répartition détaillée en 2018 est la suivante : 
terres arables (35 %), prairies (21,2 %), forêts (19,8 %), cultures permanentes (14,6 %), zones agricoles hétérogènes (8,1 %), zones urbanisées (1,3 %). L'évolution de l’occupation des sols de la commune et de ses infrastructures peut être observée sur les différentes représentations cartographiques du territoire : la carte de Cassini (XVIIIe siècle), la carte d'état-major (1820-1866) et les cartes ou photos aériennes de l'IGN pour la période actuelle (1950 à aujourd'hui).

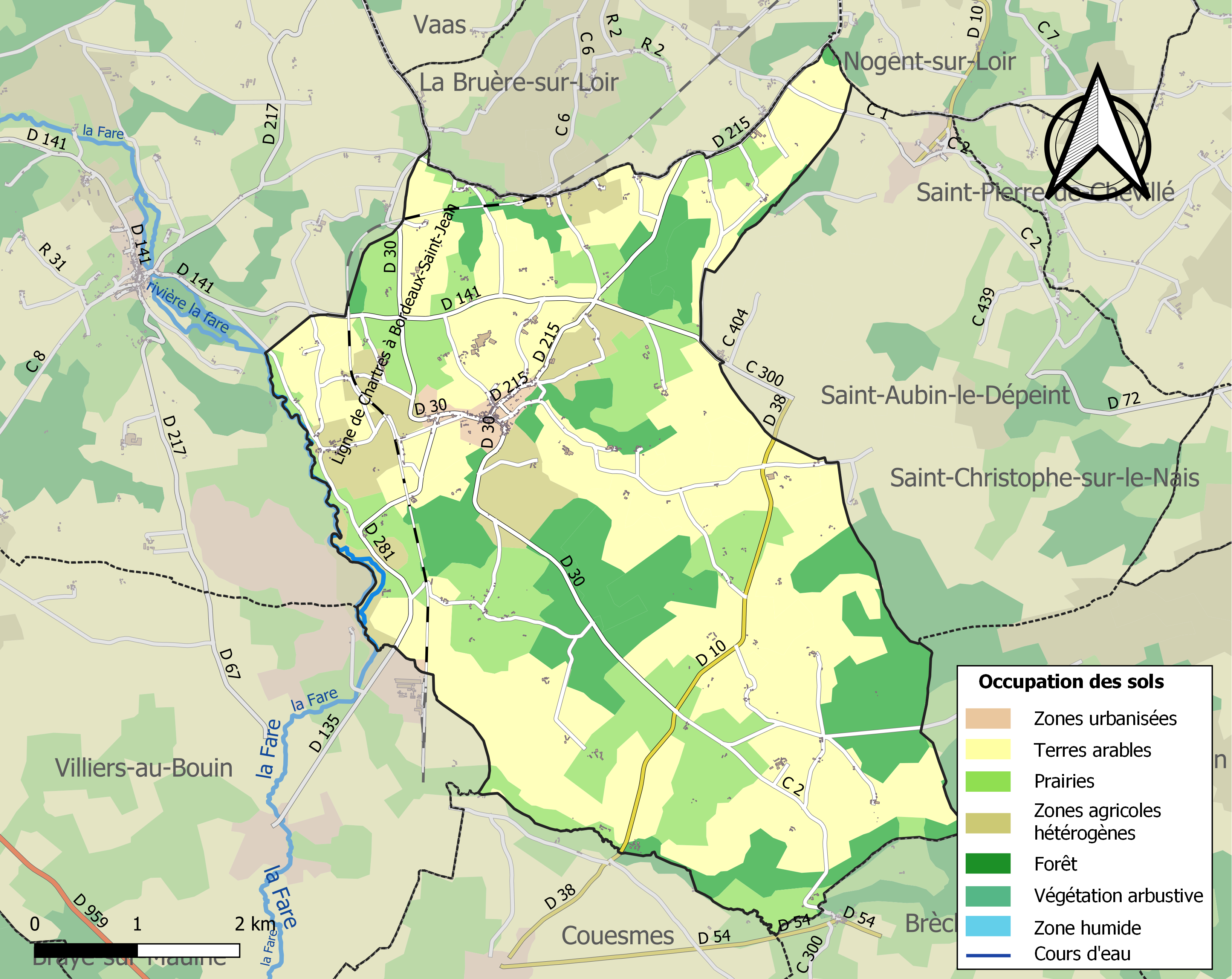
Carte des infrastructures et de l'occupation des sols de la commune en 2018 (CLC).

### Habitat et logement
En 2018, le nombre total de logements dans la commune était de 294, alors qu'il était de 288 en 2013 et de 294 en 2008.
Parmi ces logements, 65 % étaient des résidences principales, 20,5 % des résidences secondaires et 14,6 % des logements vacants. Ces logements étaient pour 99 % d'entre eux des maisons individuelles et pour 1 % des appartements.
Le tableau ci-dessous présente la typologie des logements à Chenu en 2018 en comparaison avec celle de la Sarthe et de la France entière. Une caractéristique marquante du parc de logements est ainsi une proportion de résidences secondaires et logements occasionnels (20,5 %) supérieure à celle du département (4,7 %) et à celle de la France entière (9,7 %). Concernant le statut d'occupation de ces logements, 80,5 % des habitants de la commune sont propriétaires de leur logement (80,9 % en 2013), contre 64,6 % pour la Sarthe et 57,5 % pour la France entière.
| Typologie                                               | Chenu | Sarthe | France entière |
| ------------------------------------------------------- | ----- | ------ | -------------- |
| Résidences principales (en %)                           | 65    | 86,1   | 82,1           |
| Résidences secondaires et logements occasionnels (en %) | 20,5  | 4,7    | 9,7            |
| Logements vacants (en %)                                | 14,6  | 9,2    | 8,2            |

### Voies de communication et transports
Chenu est desservie par la RD 30, qui entre sur le territoire au nord depuis Vaas, et repart vers le sud en direction de Couesmes et Château-la-Vallière. Au sud, la RD 281 mène à Villiers-au-Bouin. Au nord, la RD 215 mène à La Bruère-sur-Loir et Nogent-sur-Loir. Enfin, la RD 141 traverse le territoire de la commune au nord, mais ne dessert pas directement le centre du village.

## Toponymie
Le nom de la localité est attesté sous les formes Catnutus en 770, Catnucius en 919 et  Catunucius en 929. L'origine du toponyme est  obscure. Il pourrait être issu de l'anthroponyme latin Cato.
Le gentilé est Catonicien.

## Histoire
Sous l'Ancien Régime, la commune dépendait de la sénéchaussée de La Flèche et du tribunal spécial ou « grenier à sel » du Lude.

## Politique et administration

### Rattachements administratifs et électoraux

#### Rattachements administratifs
La commune se trouve  dans l'arrondissement de la Flèche du département de la Sarthe.
Elle faisait partie depuis 1801 du canton du Lude. Dans le cadre du redécoupage cantonal de 2014 en France, cette circonscription administrative territoriale a disparu, et le canton n'est plus qu'une circonscription électorale.

#### Rattachements électoraux
Pour les élections départementales, la commune fait partie depuis 2014 d'un nouveau du canton du Lude
Pour l'élection des députés, elle fait partie de la troisième circonscription de la Sarthe.

### Intercommunalité
Chenu était membre de la communauté de communes du Bassin Ludois, un établissement public de coopération intercommunale (EPCI) à fiscalité propre créé en 2001 et auquel la commune avait transféré un certain nombre de ses compétences, dans les conditions déterminées par le code général des collectivités territoriales.
Dans le cadre des dispositions de la loi portant nouvelle organisation territoriale de la République du 7 août 2015, qui prévoit que les établissements publics de coopération intercommunale (EPCI) à fiscalité propre doivent avoir un minimum de 15 000 habitants, cette intercommunalité a fusionné avec sa voisine pour former, le 1er janvier 2017, la communauté de communes Sud Sarthe, dont est désormais membre la commune.

### Administration municipale
Compte tenu de la population de la commune, son conseil municipal est constitué de onze membres dont le maire et ses adjoints.

### Liste des maires
| Période                                  | Période                    | Identité        | Étiquette  | Qualité |
| ---------------------------------------- | -------------------------- | --------------- | ---------- | --- |
| Les données manquantes sont à compléter. |                            |                 |            | |
|                                          |                            |                 |            | |
| avant 1898                               |                            | M. Guéret       |            | |
|                                          |                            |                 |            | |
| avant 1981                               |                            | Marcel Lepron   |            | |
|                                          |                            |                 |            | |
|                                          | mars 2001                  | André Porcheron |            | |
| mars 2001                                | mai 2020                   | Solange Carré   |            | Arboricultrice |
| mai 2020                                 | août 2022                  | Éric Martineau  | Ensemble ! | Producteur de pommes en vergers bio et éco-responsables Vice-président de la CC Sud Sarthe (2020 → 2022) Député de la Sarthe (3e circ) (2022 → ) Démissionnaire à la suite de son élection comme député |
| août 2022                                | En cours (au 16 mars 2023) | Thierry Lecerf  |            | Statisticien décisionnel au GIE Sésame Vitale |

## Équipements et services publics

### Enseignement
Les enfants de la commune sont scolarisés avec ceux de  Saint-Germain-d’Arcé dans le cadre du regroupement pédagogique intercommunal (RPI) de la Fare.

### Postes et télécommunications
Un  relais postal est implanté depuis 2018 dans le restaurant de Chenu.

## Population et société

### Démographie
L'évolution du nombre d'habitants est connue à travers les recensements de la population effectués dans la commune depuis 1793. Pour les communes de moins de 10 000 habitants, une enquête de recensement portant sur toute la population est réalisée tous les cinq ans, les populations de référence des années intermédiaires étant quant à elles estimées par interpolation ou extrapolation. Pour la commune, le premier recensement exhaustif entrant dans le cadre du nouveau dispositif a été réalisé en 2004.

En 2022, la commune comptait 436 habitants, en évolution de +1,16 % par rapport à 2016 (Sarthe : −0,25 %, France hors Mayotte : +2,11 %).
| 1793  | 1800  | 1806  | 1821  | 1831  | 1836  | 1841  | 1846  | 1851  |
| ----- | ----- | ----- | ----- | ----- | ----- | ----- | ----- | ----- |
| 1 180 | 1 170 | 1 180 | 1 213 | 1 145 | 1 093 | 1 098 | 1 146 | 1 136 |

| 1856  | 1861  | 1866  | 1872  | 1876  | 1881 | 1886  | 1891  | 1896 |
| ----- | ----- | ----- | ----- | ----- | ---- | ----- | ----- | ---- |
| 1 059 | 1 044 | 1 042 | 1 016 | 1 012 | 977  | 1 055 | 1 002 | 980  |

| 1901 | 1906  | 1911 | 1921 | 1926 | 1931 | 1936 | 1946 | 1954 |
| ---- | ----- | ---- | ---- | ---- | ---- | ---- | ---- | ---- |
| 973  | 1 044 | 987  | 880  | 862  | 843  | 818  | 776  | 729  |

| 1962 | 1968 | 1975 | 1982 | 1990 | 1999 | 2004 | 2006 | 2009 |
| ---- | ---- | ---- | ---- | ---- | ---- | ---- | ---- | ---- |
| 727  | 703  | 619  | 571  | 472  | 462  | 453  | 458  | 428  |

| 2014 | 2019 | 2022 | - | - | - | - | - | - |
| ---- | ---- | ---- | - | - | - | - | - | - |
| 429  | 426  | 436  | - | - | - | - | - | - |

Chenu a compté jusqu'à 1 213 habitants en 1821.

## Économie
En 2010, le revenu fiscal médian par ménage était de 24 915 €, ce qui plaçait Chenu au 23 256e rang parmi les 31 525 communes de plus de 39 ménages en métropole.
En 2009, la population âgée de 15 à 64 ans s'élevait à 274 personnes, parmi lesquelles on comptait 71,5 % d'actifs dont 66,4 % ayant un emploi et 5,1 % de chômeurs.
On comptait 241 emplois dans la zone d'emploi, contre 220 en 1999. Le nombre d'actifs ayant un emploi résidant dans la zone d'emploi étant de 184, l'indicateur de concentration d'emploi est de 131,2 %, ce qui signifie que la zone d'emploi offre un peu moins de quatre emplois pour trois habitants actifs.
L'économie de la commune est fortement liée au secteur primaire. Au 31 décembre 2010, Chenu comptait 59 établissements : 32 dans l’agriculture-sylviculture-pêche, 4 dans l'industrie, 6 dans la construction, 12 dans le commerce-transports-services divers et 5 étaient relatifIA">DEN T1 - Créations d'entreprises par secteur d'activité en 2011.

## Culture locale et patrimoine

### Lieux et monuments
- Église Saint-Martin-de-Tours (XIIe et XIIIe siècles), classée au titre des Monuments historiques depuis le 22 février 1963[36].
- Ancienne grange dîmière de la Merrie de l'abbaye de Saint-Martin de Tours (XIIIe siècle, remaniée au XVe), classée au titre des Monuments historiques depuis le 18 octobre 1993[37].
- Château du Paty, inscrit au titre des Monuments historiques depuis le 8 novembre 1977[38].
- Château de Chérigny.
- Viaduc ferroviaire au tablier métallique attribué à tort à Gustave Eiffel[39] (« viaduc Eiffel »). Construit par Jean Cail.
- Deux mégalithes disparus : le menhir de la Pierre Levée et le dolmen de la Haute Pierre, qui étaient situés près des fermes du même nom.

### Personnalités liées à la commune
- Urbain Plancher (1667-1750), historien , né à Chenu.
- Théobald Foy (1866 au château de Chérigny à Chenu - 1942 au château de Chérigny), homme politique, député.
- Ludwik Rajchman (1881-1965), médecin et bactériologiste polonais, fondateur de l'UNICEF, a habité au château de La Fosse-Beauregard et est enterré dans la commune[40].
- Yves de Saint Jean (né en 1948 à Chenu), peintre, dessinateur, écrivain, spécialiste des aquarelles.
- Alain Pascalou (né en 1952 à Chenu), footballeur, directeur technique du MUC 72.
- Daphné du Maurier (1907-1989), écrivain anglaise ayant ses origines, aïeux à Chenu, à la ferme du Maurier, près du château de Chérigny[réf. nécessaire].

### Héraldique
| Blason de Chenu | Blason  | D'or aux trois chênes arrachés de sinople, au chef de gueules chargé d'une tête de cheval accostée, à dextre, d'une grappe de raisin feuillée d'une pièce et, à senestre, d'une pomme feuillée d'une pièce, le tout d'argent. |
| Blason de Chenu | Détails | |

## Pour approfondir